# Plexippus taeniatus
Plexippus taeniatus är en spindelart som beskrevs av Koch C.L. 1846. Plexippus taeniatus ingår i släktet Plexippus och familjen hoppspindlar. Inga underarter finns listade i Catalogue of Life.